# Rachael Sporn
Rachael Sporn, född den 26 maj 1968, är en australisk basketspelare som tog tog OS-silver 2004 i Aten. Detta var andra gången i rad Australien tog silver vid de olympiska baskettävlingarna. Sporn var även med på hemmaplan i Sydney tog OS-silver 2000 och OS-brons 1996 i Atlanta.